# انتخابات الرئاسة البوليفية 2009
انتخابات الرئاسة البوليفية 2009 هي الانتخابات الرئاسية التي جرت في 6 ديسمبر 2009، في بوليفيا، لانتخاب رئيس جمهورية بوليفيا، فاز بالانتخابات إيفو مورالس.